# Юм, Джозеф
Джозеф Юм (англ. Joseph Hume; 22 января 1777, Шотландия — 20 февраля 1855) — британский политический деятель.

## Биография
Джозеф Юм сначала работал глазным врачом, в 1799 году отправился в Бенгалию, где скоро настолько овладел индийскими наречиями, что уже через два года служил переводчиком в британских войсках.
С 1812 года состоял, с перерывами, членом палаты общин, примыкая к наиболее радикальным вигам, выступал всего охотнее по вопросам финансовым, ратовал за улучшение системы государственного счетоводства.